# Лизьё-2
Лизьё 2-й кантон (фр. Lisieux  2e  Canton) — упраздненный кантон во Франции, находился в регионе Нижняя Нормандия. Департамент кантона — Кальвадос. Входил в состав округа Лизьё. Население кантона на 2006 год составляло 13 137 человек.
Код INSEE кантона 1422. Всего в кантон Лизьё-2 входило 2 коммуны, из них главной коммуной являлась Лизьё.

## Коммуны кантона
- Сен-Мартен-де-ла-Льё — население 853 чел.